# Bois Magneux
Le bois Magneux, situé sur le territoire de la commune de Cottenchy, et le Bois de Fau Timon, situé sur le territoire de la commune de Boves, forment un ensemble boisé discontinu de 62 hectares propriété de la ville d'Amiens, dans le département de la Somme, en Picardie.

## Historique
Les Bois Magneux et de Fau-Timon étaient la propriété des hospices d'Amiens. Dans les années 1970 et 1980, le Centre hospitalier régional universitaire d'Amiens revendit ces bois à la ville d'Amiens qui les a ouverts au public. Ils sont aujourd'hui la propriété de la Communauté d'agglomération Amiens Métropole tout comme le Bois de Frémontiers.

## Caractéristiques
Le bois Magneux (33 ha) est parcouru par un sentier sportif. 
Il est équipé de crapauducs - quatre passages souterrains - permettant aux batraciens (crapauds, grenouilles et tritons) de regagner les étangs du Paraclet dans la vallée de la Noye et de mener ainsi à bien leur reproduction en passant sous la route de Boves à Cottenchy, sans risque d'être écrasés par les automobiles.

### Flore

#### Principales essences d'arbre
- bouleau,
- charme commun,
- chêne pédonculé,
- cornouiller mâle,
- érable champêtre,
- frêne noir,
- hêtre commun,
- merisier,
- tremble...

#### Arbustes et arbrisseaux
- sureau noir,
- ronce commune,

#### Autre
- Lierre...

## Faune

### Oiseaux
- Fauvette à tête noire
- Merle noir (Turdus merula)
- Pic épeiche (Dendrocopos major)
- Pic vert ou pivert (Picus viridis)
- Sittelle torchepot (Sitta europaea)

### Mammifères
- Blaireau d'Europe
- Écureuil roux (Sciurus vulgaris)
- Grenouille
- Crapaud

Sanglier
Chevreuil